# 南庄橙
南庄橙（学名：Citrus taiwanica；賽夏族語：katayoe'），屬芸香科柑橘屬，為臺灣特有種。

## 概要

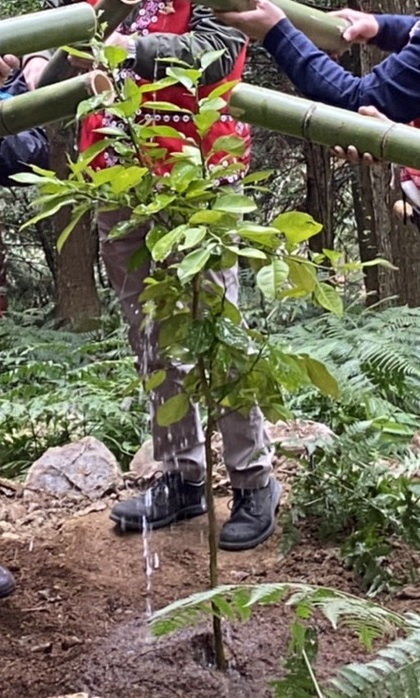
南庄橙植株

南庄橙是由日治時代湯本矢太郎於臺灣竹南郡南庄（今苗栗縣南庄鄉）所發現。其後由柑橘專家田中長三郎博士與時任農業試驗所之研究員島田彌市，共同於1926年進行新種發表。林務局與中興大學從2019年開始，執行復育計畫，並於2021年1月29號在苗栗南庄加里山大坪登山口，辦理「南庄橙回家」活動展示成果，當地賽夏族人吟唱播種祭歌，共襄盛舉。

## 特徴
南庄橙為常綠喬木，最重要的特徵是在其小樹枝上有長刺。果實很酸。根據台灣林務局與國立宜蘭大學合作的計畫研究發現，南庄橙的果皮含有高成分的檸檬烯，是具有抗菌、抗病毒、抗氧化的天然化合物。將來可研發出食品飲品或是精油。

## 延伸閱讀
- 維基物種上的相關：南庄橙